# Опонлы
Опонлы (Апанлы) — река в Черниговском районе и Токмакском районе Запорожской области, левый приток реки Курошаны (бассейн Азовского моря).

## Описание
Длина 13 км. Площадь водосборного бассейна 68,1 км². Уклон 3,5 м/км. Река пересыхает. Создано несколько прудов.
Река берёт начало в балке в селе Богдановка. Протекает через село Зелёный Яр. Далее течёт по балке Опонлы, всё больше пересыхая. У села Гришино балка соединяется с рекой Курошаны.

## Происхождение названия
Название реки происходит от слов «анлы» (богатая на дичь) и префикса «ап» (усиление значения слов, начинающихся на «а»). Таким образом, «апанлы» — места, в которых особенно много дичи.